# Stazione di Guglionesi-Portocannone
La stazione di Guglionesi-Portocannone era una stazione ferroviaria, posta sulla ferrovia Termoli-Campobasso, situata nel comune di Termoli, ma a servizio dei comuni di Guglionesi e di Portocannone.
È situata nel territorio comunale di Termoli, ma dista dal centro abitato di Guglionesi circa 10,6 km, mentre da quello di Portocannone dista 4,1 km.

## Storia
La stazione venne soppressa il 1º febbraio 2015 con la rimozione di tutti i deviatoi posti sull'ex binario 2, divenuto così binario di corsa, la soppressione dell'ACEI e dei segnali di avviso, protezione e partenza.
Poco dopo la stazione di Guglionesi-Portocannone, precisamente all'altezza del passaggio a livello con la SP 84 dir, terminava l'elettrificazione della linea proveniente da Termoli. Di tutta la linea ferroviaria Termoli-Campobasso, solamente questa piccola tratta risultava elettrificata al fine di inoltrare direttamente i treni merci con trazione elettrica verso la linea Adriatica. Il cambio trazione avveniva infatti nell'ampio scalo merci della stazione di Guglionesi-Portocannone raccordato con le numerose aziende della Zona Industriale di Termoli. Nell'estate del 2017, a seguito della chiusura e dei lavori di smantellamento di alcuni binari, è stata eliminata completamente la catenaria in tutto il piazzale binari e scalo merci della stazione ed in tutta la tratta ferroviaria fino a poco prima della stazione di Termoli. Rimane tuttora traccia solamente della palificazione e di alcune mensole di sostegno.